# Архітектурні пам'ятки Києво-Могилянської академії

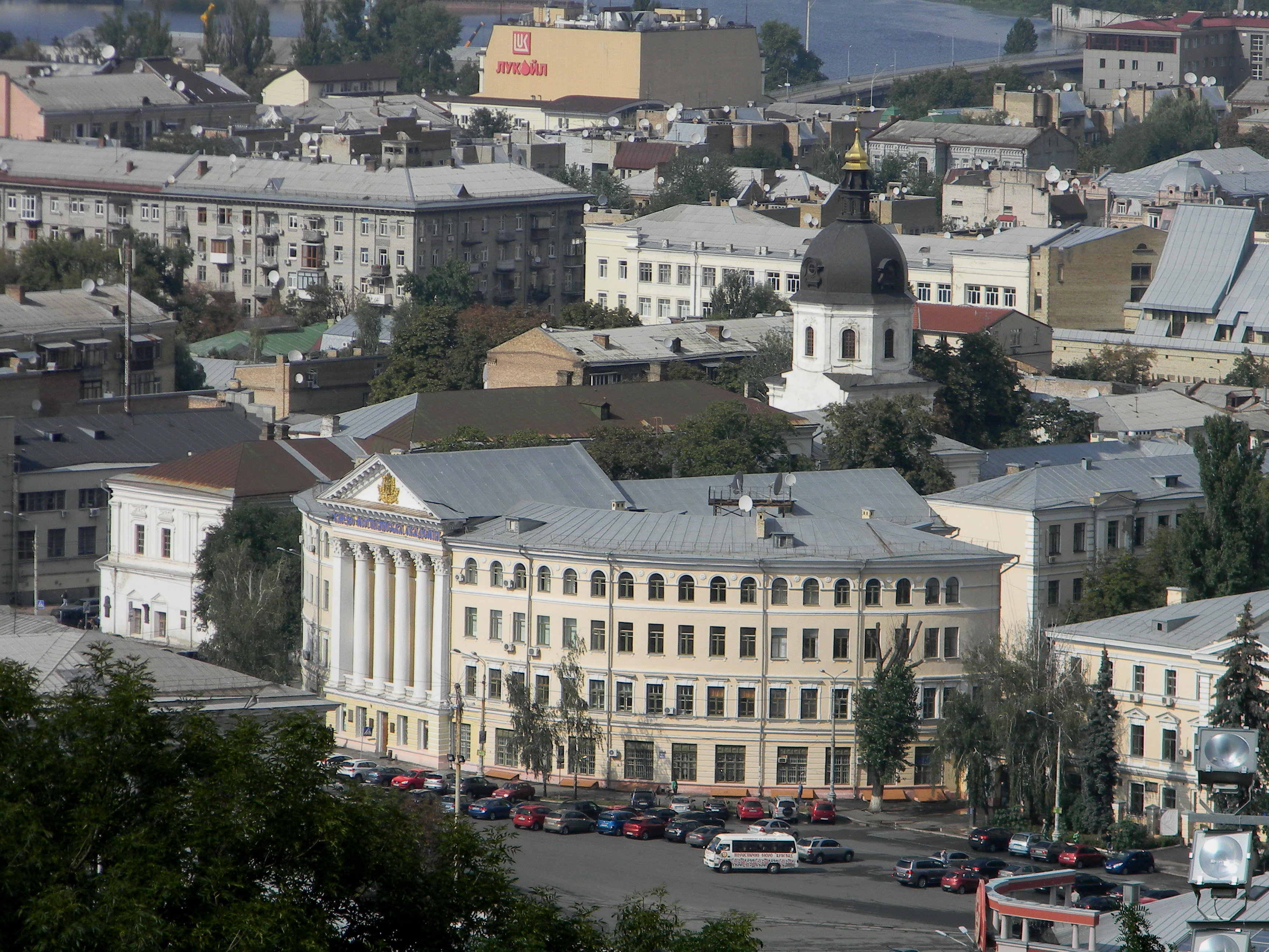
Комплекс споруд НаУКМА. Вид з боку Контрактової площі

Архітектурні пам'ятки Києво-Могилянської академії — ансамбль історичних і культурних пам'яток 16—18 століть, розташовані на території містечка Національного університету «Києво-Могилянська академія». Університет було відновлено на історичній території Київської братської школи і Києво-Могилянської академії в 1991 році на підставі розпорядження Голови Верховної Ради України. Весь архітектурний ансамбль Братського монастиря входить до комплексу пам'яток Державного історико-архітектурний заповідника «Стародавній Київ».

## Пам'ятки
| Пам'ятка                              | Зображення | Збудовано     | Опис |  |
| ------------------------------------- | ---------- | ------------- | --- |  |
| Бурса                                 |            | 1778, 1811    | Будівлю, що тепер є одним з навчальних корпусів НаУКМА, було збудовано за проектом випускника Києво-Могилянської академії Івана Григоровича-Барського. Початково сплановано як одноповерховий гуртожиток (бурса), де проживали студенти старої академії. В 1811 році після пожежі було добудовано другий поверх. Будинок складається з трьох об'ємів — центрального і двох бічних. Висунуті бічні крила утворюють курдонер перед центральним входом, який підкреслено портиком доричного ордера. |  |
| Староакадемічний корпус НаУКМА        |            | 1704, 1740-ві | Будівлю закладено Іваном Мазепою у 1703 році на території Братського монастиря як будинок для Академії. Вже 1704 року будівництво було закінчено, а 1739 року за наказом митрополита Рафаїла Заборовського добудовано ще два поверхи для класів філософії та богослов'я, а також Конґреґаційну залу для студентських диспутів і загальноакадемічних зібрань. До реставрації 2010-х років розміщувалася дослідницька бібліотека НаУКМА, відділ книгозберігання, фонд колекцій та рідкісних видань, науковий архів, Докторська школа НаУКМА. |  |
| Циркульний корпус НаУКМА              |            | 1756-1759     | Одна з основних будівель Контрактової площі, в основі якої — двоярусна мурована дзвіниця, збудована архітектором С. Д. Ковніром у 1756-59 роках на місці надбрамної дерев'яної дзвіниці Богоявленського собору. У 19-20 ст. відбулося кілька добудов і фундаментальних переробок. 1899 р. зведено перший поверх будівлі, що використовувався під торгові ряди, за п'ять років добудовано другий поверх, а у 1953 р. — третій. |  |
| Будинок Галшки Гулевичівни            |            | 17 ст.        | Одна з найдавніших будівель Подолу. Точна дата будівництва невідома. Існують різні версії щодо первісного функціонального призначення споруди. За однією з них, це був житловий будинок, можливо той самий, який подарувала 1615 р. Київському братству Галшка Гулевичівна, перетворений пізніше на поварню. За другою — це колишня трапезна, зведена за Петра Могили і згадана Павлом Алеппським. Згідно з третьою — будівля відразу призначалася для поварні. 1811 постраждала від пожежі, відновлена 1824-26 архітектором А. Меленським у класицистичних формах. Фасади втратили первісний декор. Окремий хід веде у глибокий підвал із склепіннями.У 2007 році завершено реставрацію, тепер розміщується музей НаУКМА, проводяться культурні заходи.                                                                              |  |
| Сонячний годинник                     |            | 18 ст.        | Сконструйований наприкінці 18 ст. викладачем академії французом Брульоном для занять з астрології. Є «старшим братом» сонячних годинників, розміщених у верхній частині фонтану Самсон. Належить до сонячних годинників вертикального типу. Цегляний, у вигляді колони доричного ордера, на невеликому квадратному п'єдесталі. Її увінчує баня, яка завершується шпилем з флюгером. Посередині колони — вертикальні металеві циферблати з розграфленням, цифруванням і вертикальними фігурними пластинками-гномонами. Тінь, яка падає від пластинки на циферблат, показує сонячний час, який можна перевести і на сучасний декретний час. |  |
| Церква Святого Духа (Трапезна)        |            | 17 ст.        | Закладена на початку 30-х років 17 ст. Петром Могилою як навчальне приміщення для колеґіантів. Неофіційно називалась «Конґреґаційною», оскільки служила для академічних зібрань. Також тут була й трапезна. У 20-х роках 19 ст. перебудована архітектором А. Меленським за принципом кругової прибудови. У 2005—2007 роках відбулась повна реконструкція приміщення. |  |
| Будинок ігумена Братського монастиря  |            | 18 ст.        | Офіційна резиденція ректора Академії, що був одночасно ігуменом Братського монастиря, збудовано за Касіяна Лехницького. Автор проекту 1781 року наразі не встановлений. У 20-х роках XIX ст. за проектом архітектора А. Меленського здійснено перебудову, яка не зберегла первинне планування. Пам'ятка перебуває у катастрофічному стані. |  |
| Келії Братського монастиря            |            | 1823          | Одноповерховий корпус збудовано у 1823 році. 1879 року за проектом архітектора Володимира Ніколаєва добудовано другий поверх. |  |
| Новий академічний корпус              |            | 1822-1825     | Споруджено архітектором А. Меленським для Київської духовної семінарії. Триповерховий корпус містив навчальні аудиторії та квартири викладачів, на третьому поверсі був гуртожиток студентів духовної академії. 1846 року за проектом архітектора П. Спарро було добудовано додаткові приміщення. у 1863-64 роках корпус ще раз перебудовано у стилі пізнього класицизму. На фронтоні внутрішнього входу, була намальована розкрита Біблія. Представники військово-морського училища переробили зображення на свою емблему — якір із гаслом «Партия — ум, честь и совесть народа». Після відродження КМА будівлю відремонтували, але зображення залишили. Нині тут розташовуються факультети, філологічна бібліотека, адміністративні служби.                                                                                         |  |
| Благовіщенська (Конґреґаційна) церква |            | 1732          | Добудована до Староакадемічного корпусу 1732 року за проектом українського архітектора німецького походження Й. Г. Шеделя як домова церква для спудеїв Києво-Могилянської академії. Освячена 1 листопада 1740 року митрополитом Рафаїлом Забаровським, який і замовив реконструкцію корпусу. Церква являє собою прямокутну залу у східному кінці академічного корпусу. Споруда сильно постраждала під час пожежі 1811 року. Тільки 1824 року її відбудував А. Меленський. Храм закрито разом з Духовною академією у 1918—20 роках. Під час Другої світової війни снарядом зруйновано баню. Реставраційні роботи проведені 1950 і 1970 роках. За радянської влади у Старому академічному корпусі була філія Центральної наукової бібліотеки. Після того, як будівлю було передано відновленій КМА, церкву відновлено, належить УПЦ-КП. |  |